# Sigurd Agersnap
Sigurd Agersnap, né le 2 mars 1993 à Copenhague (Danemark), est un homme politique danois, membre du Parti populaire socialiste.

## Biographie
Sigurd Agersnap est né à Copenhague le 2 mars 1993. Il est le fils de Kim Gustavson, un biologiste, et de Hanne Agersnap, députée au Folketing pour le Parti populaire socialiste de 2007 à 2011.
Il commence des études en sciences politiques à l'université de Copenhague en 2015, et obtient son diplôme en 2020. En parallèle de ses études, il travaille de 2016 à 2018 pour LO, la principale confédération syndicale danoise. Après ses études, il devient consultant pour DR, l'entreprise audiovisuelle publique.
Engagé au sein du Parti populaire socialiste, il est candidat aux élections municipales de 2013 à Lyngby-Taarbæk, où il ne remporte pas de siège au conseil municipal. Il est de nouveau candidat en novembre 2017, cette fois-ci comme tête de liste. Sa liste remporte 7,9 % des voix et il est élu au conseil municipal. Il intègre en 2018 la direction nationale de son parti.
Il est de nouveau tête de liste lors des élections municipales de 2021, où son parti remporte 14,0 % des suffrages, en faisant la deuxième force de la commune devant les sociaux-démocrates. Il devient alors maire-adjoint.
Il est élu député au Folketing dans la circonscription de la banlieue de Copenhague lors des élections législatives anticipées du 1er novembre 2022, et quitte alors son mandat municipal. Après le scrutin, il devient le porte-parole de son groupe parlementaire sur les questions de fiscalité, de logement et d'entrepreneuriat. Au cours de la législature, il devient également le porte-parole de son parti pour les finances, le travail, la famille et l'éducation.